# Bohuš Zakopal
Bohuš Zakopal, křtěný Bohuslav Václav (21. listopadu 1874 Čilec u Nymburka – 8. října 1936 Praha) byl český divadelní herec v dlouholetém angažmá Divadla na Vinohradech.

## Život
Pocházel ze selské rodiny, byl druhorozený ze čtyř bratrů. Otec byl hospodářským správcem na panství hraběte Thuna–Hohensteina, později spolunájemcem děkanského dvora v Praskolesích u Hořovic. Zemřel v roce 1883. Po dvou letech se rodina odstěhovala do Prahy. Bohuš absolvoval měšťanskou školu u sv. Jakuba a chtěl jít na malířskou akademii. Matka však v roce 1888 také zemřela. O děti se staral poručník, který Bohuše nechal vyučit na Vinohradech malířem skla a porcelánu. Po vyučení se zúčastňoval práce v ochotnických spolcích Pokrok, Bozděch, Žižkovan, Beseda Thalie, Měšťanská beseda, Řemeslnická beseda a Komenský.
V roce 1901 začal hrát u kočující divadelní společnosti Karla Stockého, v letech 1902 až 1907 hrál u Vendelína Budila v Plzni. V roce 1907 byla angažován do právě otevíraného Divadla na Vinohradech, kde pak setrval až do roku 1930. Ve třicátých letech byl nejlépe placeným vinohradským hercem. Když nastupoval, jeho gáže činila 2400 Kč ročně, v roce 1928 to již bylo 60.000 Kč ročně.
Svoji hereckou kariéru ukončil 1. února 1931 ze zdravotních důvodů, kdy trpěl poruchami nervového systému, způsobenými poměry v divadle a jednáním divadelní správy. K divadlu se již nevrátil a odmítal jak pohostinská vystoupení na Vinohradech, tak v Národním divadle, kde se před léty bezvýsledně ucházel o angažmá. Rovněž odmítl nabídky k vystoupením ve filmu a rozhlase. Za svou divadelní hereckou kariéru vytvořil celkem 240 postav. Zachováno zůstalo několik jeho výstupů na šelakových gramofonových deskách značky Pathé (monolog Marmeladova z dramatizace Dostojevského Zločinu a trestu, monolog Harpagona z Lakomce, dialog Kalafuny se Švandou /Václav Vydra II/ ze Strakonického dudáka, výstup Shylocka ze Shakespearova Kupce benátského /opět s Václavem Vydrou II. jako Tubalem/, které si u francouzské firmy objednala Československá akademie věd, pokoušející se tehdy zachytit jakési zvukové kulturní dědictví republiky.
Zemřel při procházce po pražských Vinohradech, před hotelem Beránek v říjnu 1936. Pohřeb se konal z vestibulu Městského divadla na Král.Vinohradech, poděkování herci vyjádřil ve své řeči Jaroslav Kvapil. K prvnímu výročí jeho úmrtí byla 10. října 1937  ve foyeru Vinohradského divadla slavnostně odhalena jeho busta, vytvořená akademickým sochařem Karlem Kotrbou.

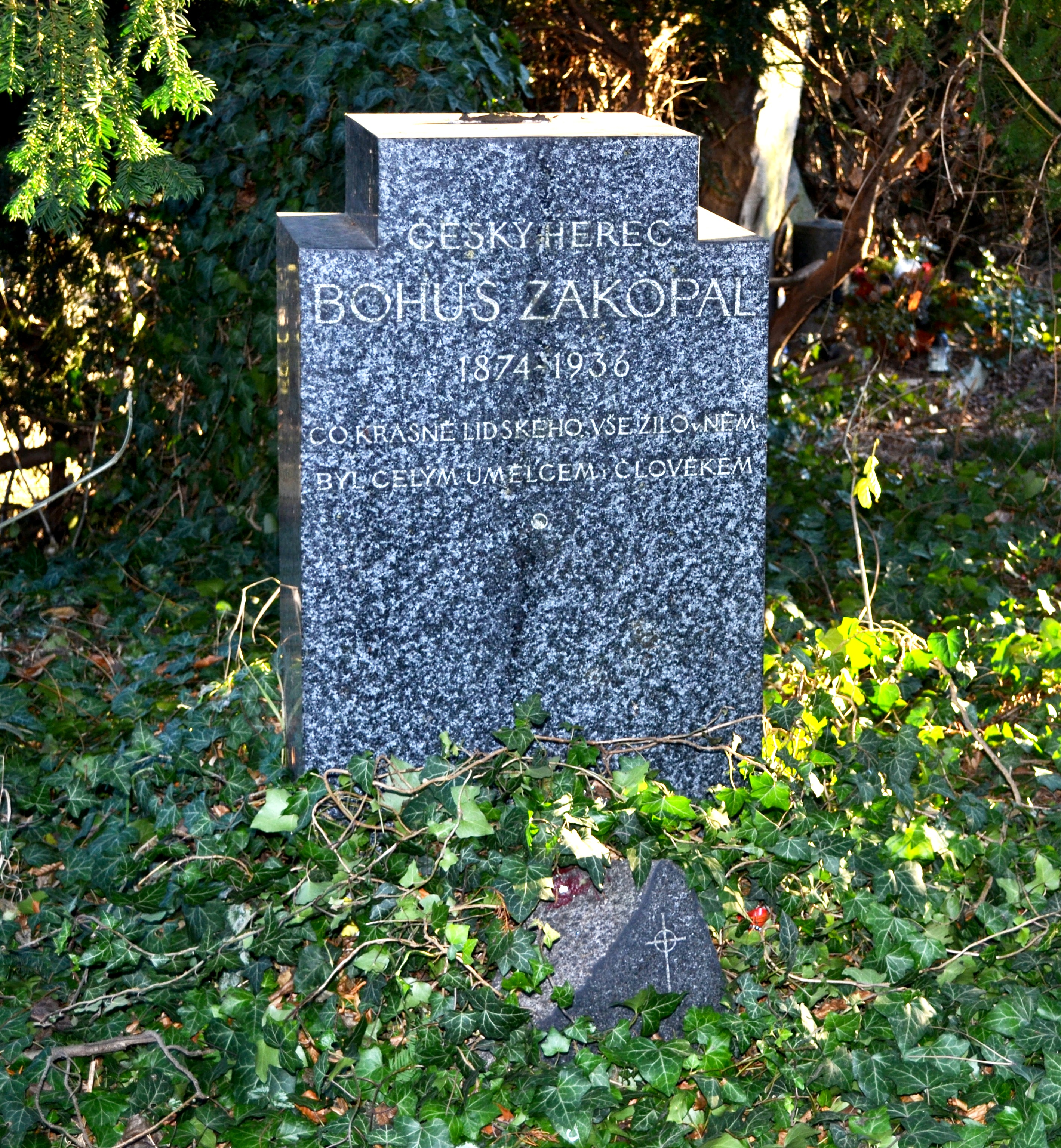
Hrob Bohuše Zakopala na Vinohradském hřbitově v Praze

Je pochován na Vinohradském hřbitově v Praze.
Jaroslav Kvapil navrhl pomník i básnický epitaf :
Co krásně lidského – vše žilo v něm:
byl celým umělcem i člověkem.

## Citát
| „             | Vidíte-li jej na jevišti, řekli byste, že ani nehraje, že "ono" to jím samo hraje; že každé to slovíčko, jak jen mu vhrkne na jazyk, jej samo rozehraje, rozvrtí, chce se dostat ven nejen řečí, ale i milými, drobnými pohyby rukou, měkkou mimikou, celým postojem těla; tak nenuceně u Bohuše Zakopala srůstá slovo a hra. | “ |
| — Karel Čapek | |   |

## Ocenění
- 1923 Státní cena (první udělení této ceny za dramatické umění) [7]

## Divadelní role, výběr
- 1906 Molière: Šibalství Skapinova, Skapino, Národní divadlo, režie Florentin Steinsberg
- 1906 Otto Ernst: Flachsmann vychovatel, František Römer, Národní divadlo, režie Florentin Steinsberg
- 1908 Emanuel Bozděch: Z doby kotillonův, Maršálek d'Estrées, Divadlo na Vinohradech, režie Jaroslav Kamper, 8 repríz
- 1908 Viktor Dyk: Ranní ropucha, Ludvík XV., Divadlo na Vinohradech, režie Jaroslav Kamper, 8 repríz
- 1910 Emil Rostrup, Johannes Anker Larsen: Bunkovy předhistorie, Bunke, Divadlo na Vinohradech, režie František Hlavatý, 12 repríz
- 1911 Václav Štech: Habada a Jordán, Habada, Divadlo na Vinohradech, režie Václav Štech, 22 repríz
- 1912 Ladislav Stroupežnický: Naši furianti, Habršperk, Divadlo na Vinohradech, režie Václav Štech, 46 repríz
- 1913 Václav Kliment Klicpera: Hadrián z Římsů, titul.role, Divadlo na Vinohradech, režie Václav Vydra, 4 reprízy
- 1914 Viktor Dyk: Zmoudření dona Quijota, Sancho, Divadlo na Vinohradech, režie František Zavřel j.h., 13 repríz
- 1914 William Shakespeare: Veselé ženy windsorské, Falstaff, Divadlo na Vinohradech, režie K. H. Hilar, 16 repríz
- 1918 Václav Kliment Klicpera: Rohovín Čtverrohý, titul.role, Divadlo na Vinohradech, režie Václav Vydra, 5 repríz
- 1918 Ludwig Holberg: Muž, který nemá kdy, Křikloun, Divadlo na Vinohradech, režie K. H. Hilar, 14 repríz
- 1919 František Xaver Svoboda: Poslední muž, Kohout, Divadlo na Vinohradech, režie František Hlavatý, 74 repríz
- 1920 Edmond Rostand: Orlík, Císař, Divadlo na Vinohradech, režie František Hlavatý
- 1920 William Shakespeare: Bouře, Kalibán, Divadlo na Vinohradech, režie Karel Hugo Hilar, 16 repríz
- 1921 Alexandr Vasiljevič Suchovo-Kobylin: Svatba Krečinského, Raspljujev, Divadlo na Vinohradech, režie Karel Dostal
- 1921 William Shakespeare: Troilus a Cressida, Pandaros, Divadlo na Vinohradech, režie Jaroslav Kvapil, 21 repríz
- 1922 Fráňa Šrámek: Měsíc nad řekou, Roškot, Divadlo na Vinohradech, režie Jaroslav Kvapil, 36 repríz
- 1922 William Shakespeare: Večer tříkrálový aneb Cokoli chcete, Malvolio, Divadlo na Vinohradech, režie Jaroslav Kvapil, 33 repríz
- 1922 Alois Jirásek: Lucerna, Michal, Divadlo na Vinohradech, režie Jaroslav Kvapil, 67 repríz
- 1923 Fráňa Šrámek: Plačící satyr, Melita, Divadlo na Vinohradech, režie Karel Čapek, 13 repríz
- 1924 William Shakespeare: Kupec benátský, Shylock, Divadlo na Vinohradech, režie Jaroslav Kvapil, 18 repríz
- 1924 Josef Kajetán Tyl: Strakonický dudák, Kalafuna, Divadlo na Vinohradech, režie Jaroslav Kvapil, 58 repríz
- 1926 Jan Bartoš: Hrdinové naší doby, Rýva, Divadlo na Vinohradech, režie Jan Bor, 10 repríz
- 1926 Alois Jirásek: Otec, Divíšek, Divadlo na Vinohradech, režie Bohuš Stejskal, 12 repríz
- 1926 Josef Kopta: Nejkrásnější boty na světě, Šesták, Divadlo na Vinohradech, režie Jaroslav Kvapil, 15 repríz
- 1926 William Shakespeare: Lásky lichá lest, Holofernes, Divadlo na Vinohradech, režie Jaroslav Kvapil, 14 repríz
- 1927 Molière: Šibalství Scapinova, Geront, Divadlo na Vinohradech, režie Bohuš Stejskal
- 1927 Viktor Dyk: Zmoudření dona Quijota, Sancho, Divadlo na Vinohradech, režie Jan Bor, 12 repríz
- 1927 William Shakespeare: Hamlet, Polonius, Divadlo na Vinohradech, režie Jaroslav Kvapil, 16 repríz
- 1928 Fjodor Michajlovič Dostojevskij: Zločin a trest, Marmeladov, Divadlo na Vinohradech, režie Jan Bor
- 1928 Karel Čapek: Loupežník, Profesor, Divadlo na Vinohradech, režie Bohuš Stejskal, 15 repríz
- 1929 Karel Čapek: R. U. R., Busman, Divadlo na Vinohradech, režie Josef Kodíček
- 1929 George Bernard Shaw: Hrdinové, Petkov, Divadlo na Vinohradech, režie Josef Kodíček, 13 repríz
- 1930 Alois Jirásek: Otec, Divíšek, Divadlo na Vinohradech, režie Bohuš Stejskal, 5 repríz
- 1930 František Ferdinand Šamberk: Rodinná vojna, Bábovka, Divadlo na Vinohradech, režie Bohuš Stejskal, 17 repríz
- 1930 William Shakespeare: Komedie omylů, Dromio syrakuský, Divadlo na Vinohradech, režie Bohuš Stejskal, 14 repríz

## Filmografie
- 1914 Noční děs, role: lakomec (scénář František Langer, režie Jan Arnold Palouš)

## Divadelní osobnosti o Bohuši Zakopalovi
František Černý
- Velmi pro něho byl příznačný silně temperamentní dynamický pohyb a bohatá gestikulace. Vynikal excentrickou hrou energických rukou, které krouživě provrtávaly prostor ukazováčky zespodu nahoru do různých křivek, spirál, vlnivých oblouků, hieroglyfických klikyháků. Hrou rukou a slovním projevem, stylizovaným na způsob zpěvavé recitační manýry herců 19. století, provázel pohyb těla ustavičně připraveného k akci.[14]

Vladimír Hlavatý
- Bohuš Zakopal, Bohoušek Zakopal, jak mu všichni říkali. Byl to velký herec své doby, první nositel státní ceny za herecké umění v republice, herec oblíbený nejen u obecenstva, ale i u kritiky. Měl velmi osobitý projev, zvláštní gestikulaci, tak trochu podobnou gestu orientálních tanečníků, mazlivě znějící hlas a báječnou výslovnost, bylo ho slyšet v nejvzdálenějších koutech hlediště. Byl nesmírně sugestivní, uchvacující, prostě své doby mistr jevištního umění.[15]

Jindřich Vodák
- Rozumí se samo sebou, že tou chloubou Městského vinohradského nemůže se myslit nikdo jiný nežli Bohuš Zakopal, vyznamenaný vedle Hübnerové první státní cenou hereckou....Znak velké duševní noblesy lpí u Zakopala na té vší tvorbě, oné, k níž se dospěje jen širým, čilým, inteligentním rozhledem po dálkách a pestrosti života, jeho ustavičným horlivým zdoláváním v tisícerých rozličných podobách i rozměrech.Naše umění vykvetlo v Bohuši Zakopalovi v typický vzor umění, pro které bylo Městské vinohradské svou mladostí zařízeno a povoláno.[16]

Václav Vydra
- Člověk Zakopal byla jedna z nejvyrovnanějších, nejharmoničtějších postav u divadla. Byl to milý, prostý, veselý druh, který nikdy nikomu nepřeložil stéblo přes cestu a jehož každý miloval. Nejlépe se to zračilo v tom, že se mu neřeklo nikdy jinak než Bohoušek. Jeho přítomnost uklidňovala, vyrovnávala.[17]
- ...že jen dobrý člověk může být i dobrým umělcem. A smím dnes i připojit, že čím větší umělec, tím je skromnější, disciplinovanější a poctivější v konání své povinnosti. A v tom byl Bohuš Zakopal vzorem...Sbohem Bohoušku. V historii českého divadla patříš na místo nejčestnější. Bohuš Zakopal zasloužil se o české divadlo.[18]

Bedřich Jahn
- Ale při tom vždy zůstával Bohuš Zakopal především hercem českým, hercem našeho lidu, hercem, kterého bylo možno jen milovat a obdivovat. Teplá srdečnost a dojímající měkkost, bolestně reagující cit a vláha čistého humoru, to všecko prýštilo z jeho volných vláčných gest, z jeho barevného sympatického hlasu, který uměl chytit diváka za srdce...Bohuš Zakopal byl velký dědic a pokračovatel umění Mošnova, doplněného dnešním světovým názorem moderního českého člověka.[19]

Antonín Kandert
- Byla to především vaše svědomitost, vaše vzorná píle a opravdová chuť k práci, se kterou jste provázel každý svůj herecký výkon od první čtené zkoušky. Vždy dokonale připraven předem, byl jste nám vzorem čisté, neúnavné a poctivé práce. Hráti s vámi – znamenalo býti povznesen vysoko nad průměr, neboť vy jste svým uměním všecky kolem sebe přímo inspiroval a vedl k lepšímu a hlubšímu uměleckému projevu. Za to vám vděčíme jako svému drahému učiteli! [20]

Rudolf Deyl
- O prázdninách roku 1936 setkala se má choť se Zakopalem v Lázních Poděbradech, kde léčil svou srdeční ochablost. Znali se dobře z Plzně, kde spolu bývali častými partnery v milovnických úlohách..."Rád bych si plzeňské vzpomínky zase plně oživil," zasteskl si, "byly to krásné časy! Ale budu musit přijít b r z y – srdce mne nějak zlobí – pospíším si – abych to nezmeškal!" – Nepřišel! – Dobrý člověk a nejmilejší kamarád zemřel počátkem října 1936.[21]

František Kovářík
- Bohuš Zakopal, to byla osobnost, toho jsem si vážil nesmírně. Jak ten dovedl postavit roli! Obdivoval jsem se mu představení od představení stále víc. Jako člověk nebyl šťastný. Také snad k stáru litoval svého staromládenectví...Zakopalův odchod z našeho divadla byl velice neradostný. Odešel – zahořklý a churavý – začátkem roku 1931 a nikdy už potom do Vinohradského divadla nevkročil. O pár let později zemřel. Byl to, myslím, jeden z největších českých herců [22].

Ladislav Pešek
- Když jsem pak přišel do Prahy do Národního divadla, nenechal jsem si ujít jedinou inscenaci na Vinohradech, v níž Zakopal hrál. Byl tehdy na vrcholu hereckém i společenském. Jeho oduševnělou tvář s podivně měkkým výrazem prozařovala dobrota a laskavost. Obecenstvo ho milovalo, kolegové si ho vážili, divadlo mu prokazovalo úctu. Toužil jsem poznat ho blíž a seznámil jsem se s ním. Byl to moudrý, skromný, jemný a prostý člověk, který se vyhýbal veřejnosti. Jak jsem záviděl kolegům na Vinohradech, kteří s ním mohli hrát! [23]
- 8. října 1936. Na Vinohradech před hotelem Beránek je velký shluk lidí. Na zemi leží nějaký člověk. Je to můj milovaný Kalafuna, který tak dojemně zpíval ve "Strakonickém dudákovi" písničku "Na tom našem dvoře". Špinavá ulice byla posledním jevištěm skvostného Polonia, Malvolia, Falstaffa, Tartuffa, Harpagona, Habršperka, Sadílka.[24]

Svatopluk Beneš
- Když žádal český herec Vinohradského divadla Bohuš Zakopal o zvýšení platu na pět tisíc, projednávalo se to za jeho přítomnosti až v Družstvu. "Pane Zakopale, jak si to vlastně představujete? Já jsem generál, a mám šest tisíc", prohlásil jeden z členů výboru. Zakopal se na něj zadíval a pak odpověděl: "Pane generále, odpusťte, generálů je mnoho, ale Zakopal je jen jeden." Nakonec peníze dostal, protože odmítl nabídku angažmá do Národního divadla.[25]